# Izumi Shikibu

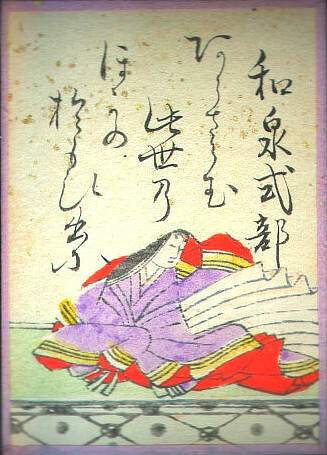
Izumi Shikibu dans Hyakunin Isshu.

Izumi Shikibu (和泉 式部) est une poétesse japonaise de l'époque Heian. Elle serait née vers 970. Sa date de décès est inconnue. Elle est membre des Trente-six poètes immortels du Moyen Âge (中古三十六歌仙, Chūko_Sanjūrokkasen) et des trente-six poétesses éternelles (女房三十六歌仙, Nyōbō Sanjūrokkasen). C'est une contemporaine de Murasaki Shikibu et d'Akazome Emon à la cour de Joto Mon'in. Un de ses poèmes fait partie du Hiakunin Isshu (Numéro 56).

## Biographie
La date de naissance de Izumi Shikibu est inconnue. On pense qu'elle serait née dans les années 970. Elle est issue d'une famille de lettrés nobles. Son père est Oe no Masamune, mais le propre prénom de la poétesse nous reste inconnu : Izumi Shikibu est juste le nom de plume sous lequel elle est connue dans les anthologies. Elle se marie avec Tachibana no Michisada, qui devient par la suite gouverneur de la province d'Izumi. Ils ont une fille, Koshikibu no Naishi (小式部の内侍), elle-même poète. Le couple se sépare assez rapidement.
Elle est courtisée par le prince Tametaka, troisième fils de l'empereur Reizei. Après la mort de Tametaka en 1002, elle entretient une relation avec le prince Atsumichi, avec lequel elle échange des poèmes. L'aventure est relatée dans le Journal d'Izumi-Shikibu, probablement écrit en 1004. Elle vit ensuite au palais du prince, ce qui provoque un scandale et le départ de l'épouse d'Atsumichi.

## Œuvre
L'œuvre poétique d'Izumi Shikibu est composée de tankas. Les descriptions de la nature y sont avant tout l'occasion de peindre la pensée amoureuse.
Sa contemporaine Murasaki Shikibu a laissé dans son Journal une critique du style d'Izumu Shikibu.
Sa poésie fournit la matière du livret de Da gelo a gelo, opéra de Salvatore Sciarrino composé en 2006.

## Traductions
- Izumi Shikibu, Poèmes de cour, (trad. Fumi Yosano), La Différence, « Orphée », 1991.
- Murasaki Shikibu et Izumi Shikibu, (trad. Marc Logé) Journaux des dames de cour du Japon ancien, Éditions Picquier poche, 1998, 210 p.  (ISBN 2-87730-382-9)
- Izumi-Shikibu (trad. René Sieffert), Journal et poèmes, Paris, POF, coll. « Poètes du japon », 2003 (1re éd. 1989), 202 p. (ISBN 978-2-716-90337-0)